# Orde van Juan Pablo Duarte
De Orde van Juan Pablo Duarte (Orden del Mérito Juan Pablo Sánchez Duarte) heeft tussen 24 februari 1931 en 9 september 1954 bestaan. De orde was een orde van verdienste van de Dominicaanse Republiek. In 1954 werd zij door de Orde van Duarte, Sanchez en Mella vervangen.
Juan Pablo Duarte was een van de grondleggers van de onafhankelijkheid van het oostelijke deel van het eiland Hispaniola.
Het aantal graden is onbekend, er is in ieder geval een grootkruis.
Het kleinood is een wit geëmailleerd gouden kruis met een blauwe streep op elk van de armen. Deze strepen vormen samen een latijns kruis. In het midden is een wit medaillon met het portret van Juan Pablo Duarte gelegd. In de armen van het kruis zijn gouden stralen aangebracht. De verhoging is een gouden lauwerkrans.
Het lint is wit met twee brede blauwe strepen en een smalle blauwe middenstreep.